# Adolfo Sormani
Adolfo Sormani, noto anche come Dodo Sormani (Genova, 11 agosto 1965), è un ex calciatore e allenatore di calcio italiano, tecnico dell'HB Tórshavn.

## Biografia
È il figlio di Angelo, anche lui calciatore professionista.

## Carriera

### Giocatore
Cresciuto calcisticamente nelle giovanili del Napoli, ha giocato due stagioni nel Rimini in Serie C1 per salire di categoria passando al Parma con cui disputa il campionato di Serie B 1986-1987 sotto la guida di Arrigo Sacchi.

Sormani in azione all'Avellino nel campionato di Serie B 1988-1989

Nel 1987 approda all'Avellino in Serie A dove gioca 3 partite nella stagione 1987-1988, che vede la retrocessione in B degli irpini e dove giocherà per tre anni. Dal 1990 al 1991 milita nel Viareggio per essere poi ceduto nel novembre dello stesso anno al Nola dove rimane fino al 1993.
Dal 1993 al 1995 veste la maglia del Caerano mentre dal 1995 al 2000 gioca al Mestre fatta eccezione per la stagione 1998-1999 dove veste la maglia del Pordenone.
In carriera ha totalizzato complessivamente 3 presenze in Serie A e 52 presenze e 3 reti in Serie B.

### Allenatore
Ha allenato il Rivignano, il Portogruaro, il Conegliano, il Chioggia Sottomarina e il Cattolica. Nell'estate del 2007 entra a far parte della Juventus nello staff del settore giovanile.
Al primo anno alla Juventus ha sostituito Vincenzo Chiarenza nel derby Primavera e l'anno dopo ha sostituito Massimiliano Maddaloni per due incontri.
Nell'estate del 2011 diventa il nuovo allenatore della squadra primavera del Napoli e responsabile tecnico dell'intero vivaio partenopeo.
Nel luglio 2012 viene assunto come vice di Gianfranco Zola sulla panchina del Watford.
L'11 novembre 2014 diventa il nuovo allenatore del Südtirol al posto dell'esonerato Claudio Rastelli. Il 19 aprile 2015, dopo un periodo negativo per la squadra biancorossa, viene esonerato.

#### Partizani Tirana
Il 30 giugno 2016 viene ingaggiato dalla squadra albanese del Partizan Tirana, militante nella massima serie albanese, venendo però sollevato dall'incarico nel mese di ottobre.

#### Wuhan Zall
Dal gennaio al marzo 2017 è in Cina, con il ruolo di vice allenatore del Wuhan Zhuoer

#### Velje
Il 15 giugno 2017 diventa il nuovo tecnico del Vejle nel secondo campionato danese. Vince il campionato di 1. Division 2017-2018 riportando così la squadra nella massima serie, ma poi il 5 marzo 2019 si dimette complici i risultati fin lì ottenuti nella Superligaen 2018-2019.

#### Ritorno al Partizani Tirana
Il 4 gennaio 2020 viene richiamato dal club albanese del Partizani Tirana in sostituzione dell'altro italiano Franco Lerda con la squadra al terzo posto in classifica.
Lascia il club nel luglio 2020 a causa della pandemia Coronavirus.

#### Lavello
Il 19 luglio 2021 viene nominato nuovo allenatore del Lavello, squadra militante in Serie D. L'8 novembre, dopo la sconfitta in casa del Audace Cerignola e un sesto posto in classifica, viene sollevato dall'incarico.

#### HB Torshavn
Nel 2023 viene ingaggiato come allenatore del Hb Torshvan nelle Isole Faer Oer.

## Statistiche

### Presenze e reti nei club
| Stagione     | Squadra   | Campionato | Campionato | Campionato | Coppe nazionali | Coppe nazionali | Coppe nazionali | Totale | Totale |
| Stagione     | Squadra   | Comp       | Pres       | Reti       | Comp            | Pres            | Reti            | Pres   | Reti   |
| ------------ | --------- | ---------- | ---------- | ---------- | --------------- | --------------- | --------------- | ------ | ------ |
| 1983-1984    | Napoli    | A          | 0          | 0          | CI              | 0               | 0               | 0      | 0      |
| 1984-1985    | Rimini    | C1         | ?          | ?          | CI-C            | ?               | ?               | ?      | ?      |
| 1984-1985    | Rimini    | C1         | ?          | ?          | CI+CI-C         | 5+?             | 3+?             | 5+     | 3+     |
| 1986-1987    | Parma     | C1         | 22         | 1          | CI              | 6               | 0               | 28     | 1      |
| 1987-1988    | Avellino  | A          | 9          | 1          | CI              | 3               | 0               | 12     | 1      |
| 1988-1989    | Avellino  | B          | 20         | 1          | CI              | 4               | 1               | 24     | 2      |
| 1989-1990    | Avellino  | B          | 10         | 0          | CI              | 1               | 0               | 11     | 0      |
| 1990-1991    | Viareggio | C2         | 15         | 1          | CI-C            | ?               | ?               | 15+    | 1+     |
| lug-ott 1991 | Viareggio | C2         | 4          | 0          | CI-C            | ?               | ?               | 4+     | 0+     |
| 1991-1992    | Nola      | C1         | 26         | 4          | CI-C            | 4               | 0               | 30     | 4      |
| 1992-1993    | Nola      | C1         | 20         | 1          | CI-C            | 0               | 0               | 19     | 1      |

## Palmarès

### Giocatore

#### Club

##### Competizioni nazionali
- Campionato Nazionale Dilettanti: 1

Mestre: 1995-1996 (girone D)

### Club

#### Competizioni nazionali
- Coppa delle Fær Øer: 1

HB Tórshavn: 2024
- Supercoppa delle Fær Øer: 2

HB Tórshavn: 2024, 2025